# Gran Premio d'Olanda 1968
Il Gran Premio d'Olanda 1968 fu una gara di Formula 1, disputatasi il 23 giugno 1968 sul Circuito di Zandvoort. Fu la quinta prova del mondiale 1968 e vide la vittoria di Jackie Stewart su Matra-Ford, seguito da Jean-Pierre Beltoise e da Pedro Rodríguez

## Qualifiche
| Pos | N  | Pilota               | Costruttore/Motore | Scuderia                              | Tempo   | Distacco |
| --- | -- | -------------------- | ------------------ | ------------------------------------- | ------- | -------- |
| 1   | 9  | Chris Amon           | Ferrari            | Scuderia Ferrari SpA SEFAC            | 1:23.54 | —        |
| 2   | 6  | Jochen Rindt         | Brabham-Repco      | Brabham Racing Organisation           | 1:23.70 | +0.16    |
| 3   | 3  | Graham Hill          | Lotus-Ford         | Gold Leaf Team Lotus                  | 1:23.84 | +0.30    |
| 4   | 5  | Jack Brabham         | Brabham-Repco      | Brabham Racing Organisation           | 1:23.90 | +0.36    |
| 5   | 8  | Jackie Stewart       | Matra-Ford         | Matra International                   | 1:24.41 | +0.87    |
| 6   | 10 | Jacky Ickx           | Ferrari            | Scuderia Ferrari SpA SEFAC            | 1:24.42 | +0.88    |
| 7   | 1  | Denny Hulme          | McLaren-Ford       | Bruce McLaren Motor Racing            | 1:24.45 | +0.91    |
| 8   | 2  | Bruce McLaren        | McLaren-Ford       | Bruce McLaren Motor Racing            | 1:24.58 | +1.04    |
| 9   | 7  | John Surtees         | Honda              | Honda Racing                          | 1:25.22 | +1.68    |
| 10  | 4  | Jackie Oliver        | Lotus-Ford         | Gold Leaf Team Lotus                  | 1:25.48 | +1.94    |
| 11  | 15 | Pedro Rodríguez      | BRM                | Owen Racing Organisation              | 1:25.51 | +1.97    |
| 12  | 18 | Dan Gurney           | Brabham-Repco      | Brabham Racing Organisation           | 1:25.79 | +2.25    |
| 13  | 21 | Jo Siffert           | Lotus-Ford         | Rob Walker/Jack Durlacher Racing Team | 1:25.86 | +2.32    |
| 14  | 20 | Piers Courage        | BRM                | Reg Parnell Racing                    | 1:26.07 | +2.53    |
| 15  | 16 | Richard Attwood      | BRM                | Owen Racing Organisation              | 1:26.72 | +3.18    |
| 16  | 17 | Jean-Pierre Beltoise | Matra              | Matra Sports                          | 1:26.76 | +3.22    |
| 17  | 22 | Silvio Moser         | Brabham-Repco      | Charles Vögele Racing                 | 1:28.29 | +4.75    |
| 18  | 14 | Lucien Bianchi       | Cooper-BRM         | Cooper Car Company                    | 1:28.31 | +4.77    |
| 19  | 19 | Jo Bonnier           | McLaren-BRM        | Joakim Bonnier Racing Team            | 1:28.43 | +4.89    |

## Gara
| Pos | N. | Pilota               | Costruttore/Motore | Giri | Tempo/Ritiro     | Griglia | Punti |
| --- | -- | -------------------- | ------------------ | ---- | ---------------- | ------- | ----- |
| 1   | 8  | Jackie Stewart       | Matra-Ford         | 90   | 2:46:11.2        | 5       | 9     |
| 2   | 17 | Jean-Pierre Beltoise | Matra              | 90   | + 1:33.93        | 16      | 6     |
| 3   | 15 | Pedro Rodríguez      | BRM                | 89   | + 1 Giro         | 11      | 4     |
| 4   | 10 | Jacky Ickx           | Ferrari            | 88   | + 2 Giri         | 6       | 3     |
| 5   | 22 | Silvio Moser         | Brabham-Repco      | 87   | + 3 Giri         | 17      | 2     |
| 6   | 9  | Chris Amon           | Ferrari            | 85   | + 5 Giri         | 1       | 1     |
| 7   | 16 | Richard Attwood      | BRM                | 85   | + 5 Giri         | 15      |       |
| 8   | 19 | Jo Bonnier           | McLaren-BRM        | 82   | + 8 Giri         | 19      |       |
| 9   | 3  | Graham Hill          | Lotus-Ford         | 81   | Incidente        | 3       |       |
| NC  | 4  | Jackie Oliver        | Lotus-Ford         | 80   | Non classificato | 10      |       |
| Rit | 18 | Dan Gurney           | Brabham-Repco      | 63   | Acceleratore     | 12      |       |
| Rit | 21 | Jo Siffert           | Lotus-Ford         | 55   | Cambio           | 13      |       |
| Rit | 7  | John Surtees         | Honda              | 50   | Alternatore      | 9       |       |
| Rit | 20 | Piers Courage        | BRM                | 50   | Testacoda        | 14      |       |
| Rit | 6  | Jochen Rindt         | Brabham-Repco      | 39   | Accensione       | 2       |       |
| Rit | 5  | Jack Brabham         | Brabham-Repco      | 22   | Testacoda        | 4       |       |
| Rit | 2  | Bruce McLaren        | McLaren-Ford       | 19   | Incidente        | 8       |       |
| Rit | 1  | Denny Hulme          | McLaren-Ford       | 10   | Accensione       | 7       |       |
| Rit | 14 | Lucien Bianchi       | Cooper-BRM         | 9    | Incidente        | 18      |       |

## Statistiche

### Piloti
- 3ª vittoria per Jackie Stewart
- 1° podio per Jean-Pierre Beltoise

### Costruttori
- 1° vittoria per la Matra

### Motori
- 9° vittoria per il motore Ford Cosworth
- 1° podio per il motore Matra
- 1º giro più veloce per il motore Matra

### Giri al comando
- Graham Hill (1-3)
- Jackie Stewart (4-90)

## Classifiche Mondiali

### Piloti
| Pos | Pilota               | Punti |
| --- | -------------------- | ----- |
| 1   | Graham Hill          | 24    |
| 2   | Jackie Stewart       | 12    |
| 3   | Denny Hulme          | 10    |
|     | Pedro Rodríguez      | 10    |
| 5   | Jim Clark            | 9     |
|     | Bruce McLaren        | 9     |
|     | Jean-Pierre Beltoise | 9     |
| 8   | Jacky Ickx           | 7     |
| 9   | Ludovico Scarfiotti  | 6     |
|     | Richard Attwood      | 6     |
| 11  | Lucien Bianchi       | 5     |
| 12  | Jochen Rindt         | 4     |
|     | Chris Amon           | 4     |
|     | Brian Redman         | 4     |
| 15  | Silvio Moser         | 2     |
|     | Jackie Oliver        | 2     |

### Costruttori
| Pos | Team          | Punti |
| --- | ------------- | ----- |
| 1   | Lotus-Ford    | 29    |
| 2   | McLaren-Ford  | 17    |
| 3   | BRM           | 16    |
| 4   | Matra-Ford    | 15    |
| 5   | Ferrari       | 10    |
| 6   | Cooper-BRM    | 9     |
| 7   | Matra         | 6     |
|     | Brabham-Repco | 6     |
| 9   | McLaren-BRM   | 2     |